# Masivul Ivănețu
Masivul Ivănețu este un masiv montan situat în Carpații de Curbură, ce aparține de lanțul muntos al Carpaților Orientali. Cel mai înalt pisc este Vârful Ivănețu, având 1.191 m. 